# Esquerra Radical Socialista de Catalunya
L'Esquerra Radical Socialista de Catalunya fou un partit polític fundat al desembre del 1932 a Barcelona en el moment que els membres del Partit Republicà Radical Socialista de Catalunya, partidaris de Juan Botella Asensi i d'Eduardo Ortega y Gasset, prengueren la decisió d'afegir-se a Esquerra Radical Socialista, nou partit que ambdós havien fundat. Posteriorment, el 1934 es fusionà amb el Partit Republicà Radical Socialista Ortodox i reprengué el nom de Partit Republicà Radical Socialista de Catalunya, denominació que durà poc, ja que poc després retornà amb el nom d'Esquerra Radical Socialista.
Els dirigents del partit foren Eloy Candelas Sánchez (president) i José Laporta Baronat (secretari polític).